# Dê Lamancha Mỹ

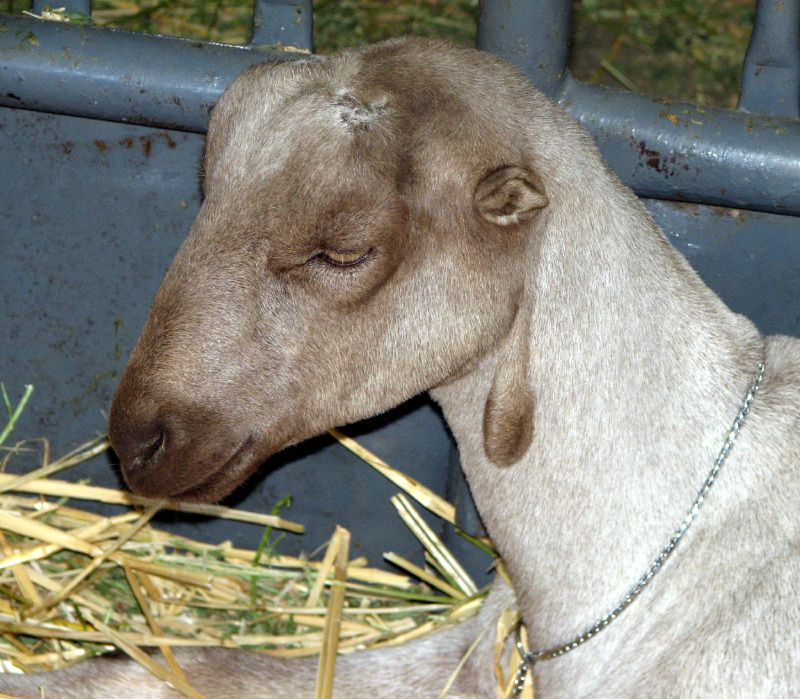
Dê La Mancha

Dê Lamancha Mỹ (American Lamancha) hay phổ biến hơn, chỉ đơn giản là Lamancha hoặc LaMancha là giống dê được chính thức công nhận là giống dê lấy sữa, được nuôi dưỡng đầu tiên ở California bởi bà Eula Fay Frey vào năm 1927. Sau đó, nó chuyển đàn đến Glide, Oregon để phát triển hơn nữa. Dê Lamancha là một thành viên của chi Capra, đặc biệt là dê nhà-Capra aegagrus hircus (đôi khi được gọi là Capra hircus), giống như tất cả dê nhà. Giống dê Lamancha có lẽ là giống dê đặc biệt nhất dễ dàng nhận biết được bởi những chiếc dái tai pinnae tai rất ngắn của chúng. Chúng cũng được biết đến với sản lượng sữa cao, và hàm lượng bơ béo tương đối cao trong sữa của chúng, và những người yêu thích tính khí của nó.
Giống Lamanchas đầu tay của Mỹ lần đầu tiên được công nhận là giống đặc biệt vào đầu những năm 1950, và giống này được đăng ký chính thức vào ngày 27 tháng 1 năm 1958 dưới dạng nòi dê "Lamancha hoặc American Lamancha". Khoảng 200 động vật giống này đã được chấp nhận khi đăng ký làm đàn giống ban đầu. Con dê Lamancha đầu tiên của Mỹ đăng ký tên là Faynie của Fay, L-1. LaMancha dê là giống dê duy nhất được phát triển ở Hoa Kỳ. Mặc dù đó là truyền thuyết dân gian thú vị và những con dê tai ngắn chạy trong suốt lịch sử, không có, cũng chưa từng có, một giống được gọi là LaMancha Tây Ban Nha. Thuật ngữ "American Lamancha" là một thuật ngữ ADGA biểu thị một con dê chủ yếu là Lamancha nhưng có di truyền chưa biết hoặc di truyền đa dạng của những con dê thuần chủng khác, tuy nhiên giống này hiện có số lượng lớn các động vật thuần chủng đã đăng ký.